# Atletismo nos Jogos Mundiais Militares de 2011 - 400 m masculino
A disputa dos 400 metros rasos masculino nos Jogos Mundiais Militares de 2011 foi realizada nos dias 20 e 21 de julho no Estádio Olímpico João Havelange.

## Medalhistas
| Ouro   | IRI Sajjad Hashemi Ahangari |
| Prata  | KEN Mark Mutai              |
| Bronze | DOM Arismendi Peguero       |

## Primeira fase

### Bateria 1
| Pos. | Atleta                      | Tempo   | Notas |
| ---- | --------------------------- | ------- | ----- |
| 1    | IRI Sajjad Hashemi Ahangari | 46.76   | Q     |
| 2    | TRI Deverne Charles         | 47.59   | Q     |
| 3    | ITA Andrea Barberi          | 48.13   | Q     |
| 4    | IND Premaanand Jayakumar    | 49.25   | Q     |
| 5    | JAM Shawn Anderson          | 50.18   |       |
| 6    | URU Marcel Grane            | 52.35   |       |
| 7    | GBS Bubacar Camará          | 1:02.10 |       |

### Bateria 2
| Pos. | Atleta                     | Tempo | Notas |
| ---- | -------------------------- | ----- | ----- |
| 1    | KEN Jonothan Kibet         | 46.93 | Q     |
| 2    | BEL Joris Haeck            | 47.38 | Q     |
| 3    | NAM Basilius Karupu        | 48.51 | Q     |
| 4    | POL Kacper Kozlowski       | 49.66 | Q     |
| 5    | INA Harianto Harianto      | 50.97 |       |
| 6    | BDI Hatungimana Jean-Marie | 50.98 |       |
| —    | DOM Joel La Cruz           | DNS   |       |

### Bateria 3
| Pos. | Atleta                        | Tempo | Notas |
| ---- | ----------------------------- | ----- | ----- |
| 1    | DOM Arismendi Peguero         | 46.73 | Q     |
| 2    | KEN Mark Mutai                | 46.85 | Q     |
| 3    | POL Piotr Klimczak            | 47.36 | Q     |
| 4    | MAR Maadadi Marouane El       | 48.17 | Q     |
| 5    | CAN Vincent Duguay            | 49.42 | q     |
| 6    | COL Carlos Andrés Pena Lucumi | 49.70 | q     |
| 7    | INA Yosef Roni                | 49.86 | q     |

### Bateria 4
| Pos. | Atleta                      | Tempo | Notas |
| ---- | --------------------------- | ----- | ----- |
| 1    | KSA Yousef Masrahi          | 46.88 | Q     |
| 2    | JAM Miguel Barton           | 47.34 | Q     |
| 3    | SUI Philipp Weissenberger   | 47.88 | Q     |
| 4    | VEN Wiulmar Valor           | 48.55 | Q     |
| 5    | COL Andrés Martínez Padilla | 49.51 | q     |
| 6    | IRL Ruaidhri Kedney         | 50.06 |       |
| —    | KUW Salem Alenezi           | DNS   |       |

### Bateria 5
| Pos. | Atleta                   | Tempo | Notas |
| ---- | ------------------------ | ----- | ----- |
| 1    | SRI Prasanna Amarasekara | 47.27 | Q     |
| 2    | IND Muh Puthenourakkal   | 48.14 | Q     |
| 3    | TRI Damont David         | 48.22 | Q     |
| 4    | FRA Abdoulaye Touré      | 48.57 | Q     |
| —    | KSA Ismail Alsibyani     | DSQ   |       |
| —    | TUR Yavuz Can            | DSQ   |       |
| —    | KUW Fawsi Alshammari     | DNS   |       |

## Semifinais

### Semifinal 1
| Pos. | Atleta                      | Tempo | Notas |
| ---- | --------------------------- | ----- | ----- |
| 1    | DOM Arismendi Peguero       | 47.02 | Q     |
| 2    | KEN Jhonothan Kibet         | 47.23 |       |
| 3    | BEL Joris Haeck             | 47.29 |       |
| 4    | IND Muh Puthenourakkal      | 48.60 |       |
| 5    | KSA Wiulmar Valor           | 49.21 |       |
| 6    | COL Andrés Martínez Padilla | 50.20 |       |

### Semifinal 2
| Pos. | Atleta                      | Tempo | Notas |
| ---- | --------------------------- | ----- | ----- |
| 1    | POL Kacper Kozlowski        | 46.35 | Q     |
| 2    | IRI Sajjad Hashemi Ahangari | 46.38 | q     |
| 3    | MAR Maadadi Marouane El     | 46.44 | q     |
| 4    | SRI Prasanna Amarasekara    | 47.29 |       |
| 5    | TRI Deverne Charles         | 47.49 |       |
| 6    | FRA Abdoulaye Touré         | 47.88 |       |

### Semifinal 3
| Pos. | Atleta                        | Tempo | Notas |
| ---- | ----------------------------- | ----- | ----- |
| 1    | KEN Mark Mutai                | 46.19 | Q     |
| 2    | JAM Miguel Barton             | 46.62 | q     |
| 3    | SUI Philipp Weissenberger     | 47.48 |       |
| 4    | TRI Damont David              | 47.96 |       |
| 5    | IND Premaanand Jayakumar      | 48.89 |       |
| —    | COL Carlos Andrés Pena Lucumi | DNS   |       |

### Semifinal 4
| Pos. | Atleta              | Tempo         | Notas |  |
| ---- | ------------------- | ------------- | ----- |  |
| 1    | KSA Yousef Masrahi  | 46.42         | Q     |  |
| 2    | POL Piotr Klimczak  | 46.72         | q     |  |
| 3    | ITA Andrea Barberi  | 47.34         |       |  |
| 4    | NAM Basilius Karupu | 47.48         |       |  |
| 5    | CAN Vincent Duguay  | 49.50         |       |  |
| 6    | INA Yosef Roni      | 50.94         |       |  |
| —    | align=left          | TUR Yavuz Can | DSQ   |  |

## Final
| Pos.              | Atleta                      | Tempo | Notas                |
| ----------------- | --------------------------- | ----- | -------------------- |
| Medalha de ouro   | IRI Sajjad Hashemi Ahangari | 45.81 | Recorde da temporada |
| Medalha de prata  | KEN Mark Mutai              | 45.81 | Recorde da temporada |
| Medalha de bronze | DOM Arismendi Peguero       | 45.95 | Recorde da temporada |
| 4                 | POL Kacper Kozlowski        | 46.02 |                      |
| 5                 | JAM Miguel Barton           | 46.45 |                      |
| 6                 | MAR Maadadi Marouane El     | 46.54 |                      |
| 7                 | POL Piotr Klimczak          | 47.16 |                      |
| —                 | KSA Yosef Masrahi           | DNF   |                      |

Legenda
| Recorde mundial      | Recorde mundial (World record)               |                       | Recorde africano                      | Recorde africano (African) |                                           | Q | Classificado por posição (Qualified) |
| Recorde militar      | Recorde dos Jogos Mundiais Militares         | Recorde da América    | Recorde da América (Americas)         | q                          | Classificado por melhor tempo (Qualified) |   |                                      |
| Melhor marca do ano  | Melhor marca do ano (World leading)          | Recorde asiático      | Recorde asiático (Asian)              | DNS                        | Não largou (Did not start)                |   |                                      |
| Recorde nacional     | Recorde nacional (National record)           | Recorde europeu       | Recorde europeu (European)            | DNF                        | Não terminou (Did not finish)             |   |                                      |
| Recorde pessoal      | Recorde pessoal do atleta (Personal best)    | Recorde da Oceania    | Recorde da Oceania (Oceania)          | DSQ / DQ                   | Desclassificado (Disqualified)            |   |                                      |
| Recorde da temporada | Recorde da temporada do atleta (Season best) | Recorde sul-americano | Recorde sul-americano (South America) | NM                         | Sem marca (No mark)                       |   |                                      |